# راس النقيل (إب)

تعديل مصدري - تعديل

راس النقيل محلة تابعة لقرية فروع، التابعة لعزلة المقاطن بمديرية إب إحدى مديريات محافظة إب في الجمهورية اليمنية.، بلغ تعداد سكانها 148 حسب تعداد اليمن لعام 2004.